# Franciszek Sielicki
Franciszek Sielicki (ur. 1923, zm. 2 września 2001) – polski slawista, profesor i wykładowca Uniwersytetu Wrocławskiego

## Życiorys
Urodzony w 1923 r., pochodził z północno-wschodnich kresów II Rzeczypospolitej. doktoryzował się na Uniwersytecie Wrocławskim w 1960 r., habilitację uzyskał na tej samej uczelni sześć lat później. Specjalista filologii wschodniosłowiańskiej, badacz polsko-ruskich i polsko-rosyjskich związków literackich, kronikarstwa staroruskiego oraz folkloru wschodniosłowiańskiego. Dyrektor Instytutu Filologii Słowiańskiej w latach 1975–1978 i dziekan Wydziału Filologicznego.
Zmarł 2 września 2001 r., pochowany na cmentarzu na Psim Polu we Wrocławiu.